# Liaoceratops yanzigouensis
Liaoceratops yanzigouensis Xu et al., 2002 è un piccolo dinosauro erbivoro vissuto nel Cretacico inferiore (tra Barremiano ed Aptiano, 125,45-122,46 milioni di anni fa), i cui fossili sono stati rinvenuti in Cina.

## Ritrovamenti
Nonostante fosse imparentato con giganti come Triceratops e Torosaurus, questo animale non superava le dimensioni di un grosso cane.
Scoperte nei famosi giacimenti di Liaoning, da cui deriva il nome del genere Liaoceratops, cioè ceratope di Liaoning, le sue ossa fossilizzate descritte nel 2002, hanno contribuito molto a capire l'evoluzione dei dinosauri cornuti. Accanto ai resti di Liaoceratops sono stati rinvenuti anche quelli di ginkgo, insetti e di molti altri dinosauri, tra cui il primitivo troodontide Sinovenator descritto da Makovicky nel 2005.
Il Liaoceratops era molto primitivo: possedeva solo tracce di corna e collare, caratteristiche che nei suoi discendenti sarebbero state ben più accentuate. Queste strutture appena abbozzate, però, aiutano a capire l'evoluzione di questi dinosauri. Liaoceratops, in questo senso, si porrebbe tra le forme estremamente primitive (Psittacosauridae), prive di collare e corna, e le forme più evolute note come Neoceratopsia.
Nel 2007 è stato ritrovato un altro cranio, CAGS-IG-VD-002, identificato come appartenente ad un individuo molto giovane. Il cranio mancava della parete superiore e si suppone che questo sia dovuto all'intervento di un predatore che ha aperto la scatola cranica per cibarsi del contenuto.

## "Corna" come richiami sessuali?
Il significato e l'utilizzo delle strutture appena abbozzate in Liaoceratops ribalta la concezione che fino agli anni '90 si aveva delle corna dei ceratopsidi. Grazie alla scoperta di questo primitivo rappresentante del gruppo ora si pensa che le corna dei ceratopsi, da sempre ritenute strumenti di offesa e difesa, si siano sviluppate dapprima come strutture di display intraspecifico, forse per attrarre il potenziale compagno: Liaoceratops possedeva infatti due minuscole corna puntate in avanti sopra le orbite. I paleontologi ritengono che queste strutture fossero troppo piccole per essere usate come organo di difesa.